# Урсинув (станція метро)
52°09′22″ пн. ш. 21°02′05″ сх. д. / 52.15611° пн. ш. 21.03472° сх. д.
Урсинув (пол. A-5 Ursynów) — станція Першої лінії Варшавського метрополітену, була відкрита 7 квітня 1995 року,  у складі черги  «Кабати» — «Політехніка». Знаходиться під рогом вулиць Суровецького, Бартока і  Комісії Народної Освіти, дільниця Урсинув.
Конструкція станції —Колонна двопрогінна станція мілкого закладення з острівною прямою платформою завширшки 11 м і завдовжки 120 м. На станції заставлено тактильне покриття. 
Оздоблення — колійні стіни оздоблені трикутною і прямокутною плиткою червоного, оранжевого, коричневого і жовтих кольорів.
Виходи обладнані стаціонарними сходами і пандусом для осіб з обмеженими можливостями на візках. 
Пересадка на автобуси: 136, 179, 195, 209, N01, N03, N34, N37
На станції є невеликі крамниці, банкомати та туалети.

## Галерея

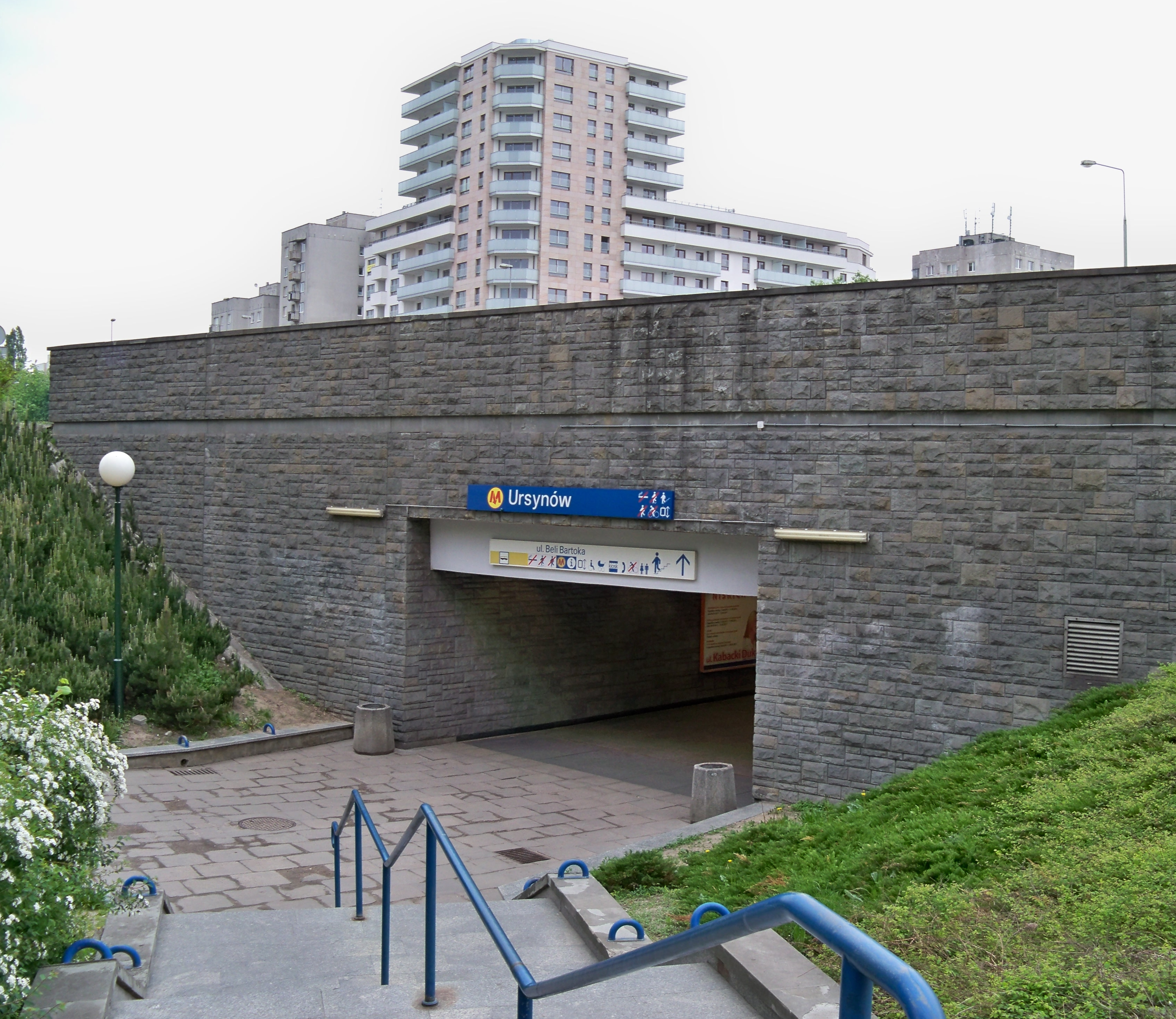
Вхід на станцію